# Zaharov
Zaharov je priimek več oseb:
- Georgij Fjodorovič Zaharov, sovjetski general
- Fjodor Dimitrijevič Zaharov, sovjetski general
- Semjon Egorovič Zaharov, sovjetski general
- Georgij Nefedovič Zaharov, sovjetski general
- Peter Prohorovič Zaharov, sovjetski general
- Nikolaj Petrovič Zaharov, sovjetski general
- Peter Andrejevič Zaharov, sovjetski general
- Matvej Vasiljevič Zaharov, sovjetski general